# أبيمديون ثنائي الورق
أبيمديون ثنائي الورق (الاسم العلمي: Epimedium diphyllum) هو نوع من النباتات يتبع جنس الأبيمديون من الفصيلة البرباريسية.